# Gnamptogyia strigalis
Gnamptogyia strigalis là một loài bướm đêm trong họ Noctuidae.